# Entrepeñas-Stausee
Der Entrepeñas-Stausee (spanisch Embalse de Entrepeñas) staut den Tajo etwa 2 km nordwestlich des Ortes Sacedón im Zentrum der Landschaft der Alcarria im Süden der Provinz Guadalajara in der Autonomen Region Kastilien-La Mancha Zentralspanien. Ungefähr 20 km weiter südlich befindet sich der Buendía-Stausee, der den Río Guadiela aufstaut.

## Absperrbauwerk
Das Absperrbauwerk ist eine Gewichtsstaumauer aus Beton mit einer Höhe von 87 m über der Gründungssohle. Die Mauerkrone liegt auf einer Höhe von 723 m über dem Meeresspiegel. Die Länge der Mauerkrone beträgt 383 m. Das Volumen beträgt 445.930 m³.
Die Staumauer verfügt sowohl über einen Grundablass als auch über eine Hochwasserentlastung. Über den Grundablass können maximal 295 m³/s abgeleitet werden, über die Hochwasserentlastung maximal 1.500 m³/s. Das Bemessungshochwasser liegt bei 2500 m³/s.

## Stausee
Beim normalen Stauziel von 718 m erstreckt sich der Stausee über eine Fläche von rund 32,13 km² und fasst 803 (bzw. 813 oder 874) Mio. m³ Wasser. Dabei hat er eine Maximallänge von ca. 25 km in Nord-Süd-Richtung bei einer Maximalbreite von knapp 2 km.

## Kraftwerk
Die installierte Leistung des Kraftwerks beträgt 36,86 (bzw. 41) MW.